# Crossomitrium saprophilum
Crossomitrium saprophilum är en bladmossart som beskrevs av Brotherus 1921. Crossomitrium saprophilum ingår i släktet Crossomitrium och familjen Daltoniaceae. Inga underarter finns listade i Catalogue of Life.